# Julio Le Parc

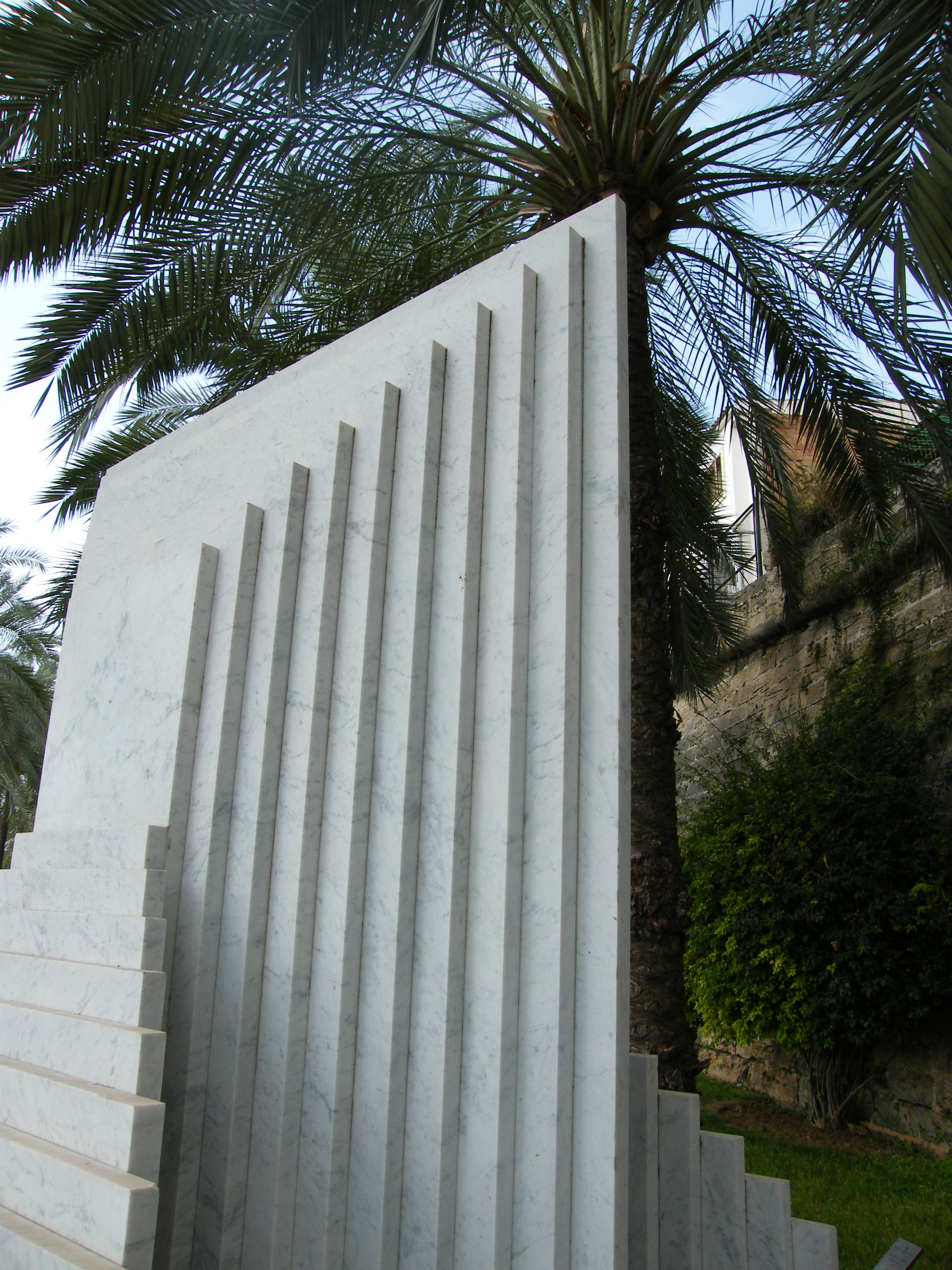
Sin título (1999) in Palma de Mallorca

Julio Le Parc (Mendoza, 23 september 1928) is een Argentijns schilder en beeldhouwer. Hij is een belangrijk vertegenwoordiger van de kinetische kunst en de op-art. Le Parc leeft en werkt in Parijs.  

## Leven en werk

### Opleiding
In 1942 verhuisde de familie Le Parc naar Buenos Aires en van 1943 tot 1946 volgde Julio avondcursussen aan de Escuela Nacional de Bellas Artes Prilidiano Pueyrredón. Vanaf 1947 studeerde hij aan de kunstacademie, waar hij Francisco Sobrino en Horacio Garcia Rossi ontmoette. Later gaf hij deze studie op, omdat hij zich niet aan de discipline kon onderwerpen. Hij liet zijn werk en zijn familie in de steek, verkeerde in anarchistische en marxistische kringen en reisde als een vagebond door het land. Hij hervatte zijn kunstopleiding aan de Escuela Nacional de Bellas Artes in 1955.

### Parijs
In 1958 kreeg hij een beurs van de Franse overheid en vertrok naar Parijs. Hij werd medewerker op het atelier van Victor Vasarely. Hij schiep vooral licht- en kinetische objecten, zoals mobiles met lichtreflectoren. Nieuwe technologie moest naar zijn mening worden benut om de verhouding licht/beweging op een innovatieve wijze te verbeelden.

### Groupe de Recherche d'Art Visuel
Als licht- en objectkunstenaar startte hij in 1960 met kunstenaars als François Morellet, Horacio Garcia Rossi, Francisco Sobrino, Joël Stein en Yvaral de kunstenaarsgroepering Groupe de Recherche d'Art Visuel, de GRAV. Hij nam zowel deel aan solo- als groepsexposities in de hele wereld. Zo werd de groep uitgenodigd voor de afdeling Licht und Bewegung van documenta III van 1964 in Kassel en Le Parc als individueel kunstenaar voor documenta 4 in 1968.

## Exposities
In 1966 kreeg Le Parc zijn eerste succesvolle expositie in New York in Gallery Howard Wise en nog hetzelfde jaar won hij de eerste prijs van de Biënnale van Venetië. In 1967 stelde hij een van zijn belangrijkste werken, Desplazamientos, tentoon in het Instituto Di Tella in Buenos Aires en nam hij deel aan de tentoonstelling Luz y Movimiento, die in Parijs was georganiseerd door het Musée d'Art Moderne de la Ville de Paris. In 1968 nam hij deel aan de protestbeweging en werd Frankrijk uitgewezen. Pas na protesten van andere kunstenaars en intellectuelen kon hij vijf maanden later in de Franse hoofdstad terugkeren.
De eerste retrospectieve tentoonstelling van het werk van Le Parc vond in 1972 plaats in Düsseldorf en in 1978 zond de BBC een documentaire uit over zijn leven en werk. In 1987 kreeg hij de eerste prijs op de Biënnale van Cuenco in Ecuador.

## Werken (selectie)
- Luz continua (1960-67)
- La inestabilidad/Instability (1963/64), Hirshhorn Museum and Sculpture Garden in Washington D.C.
- El Movimiento (1964)
- Formas en Contorsión (1966)
- Desplazamientos (1966 – 1967)
- Arte eléctrico (1973)
- Imágenes-mensaje de América Latina (1978)
- Sin título (1999), Palma de Mallorca
- Desplazamientos (2003), een sculptuur/installatie in het Centro Cultural General San Martín, Buenos Aires
- Intervención cinética (2006/7), Galerías Pacífico, Buenos Aires
- Torsión 4 (2007), Ruta Escultórica del Acero y del Cemento in Monterrey, Mexico